# Enseignement du chant grégorien
Il existe plusieurs types d'établissements enseignant le chant grégorien. Les manières et les enseignants étaient différents selon l'époque. À partir du XIXe siècle, des écoles laïques partagent cette fonction.
Depuis le XIXe siècle, à la suite du mouvement de la restauration du chant grégorien, ce dernier est toujours enseigné non seulement dans les monastères mais aussi auprès de nombreux établissements éducatifs. Si le chant grégorien est de nos jours très apprécié, c'est grâce aux enseignants et chercheurs qui n'hésitèrent ou n'hésitent pas à l'enseigner au public, et notamment en formant les chefs de chœur.

## Histoire

### Légende de saint Grégoire le Grand
Jusqu'à la première moitié du XXe siècle, saint Grégoire le Grand décédé en 604 était considéré comme non seulement créateur du chant grégorien mais également fondateur de deux bâtiments de schola grégorienne enseignant ce chant pour les chantres. L'origine de cette légende était la Vita Gregorii Magni écrite vers 872 (donc 300 ans après) par Jean Diacre. Aujourd'hui, ce renseignement n'est autre qu'un mythe. D'une part, comme le chant grégorien n'existait pas encore, il s'agissait du chant vieux-romain, ancien chant papal. D'autre part, en tant que réformateur de la liturgie, le saint pape fit réorganiser la schola déjà existante. En résumé, il n'est pas vrai que saint Grégoire fût le fondateur de l'établissement pédagogique du chant grégorien.

### Au Moyen Âge
Néanmoins, il est assez probable que la première école du chant messin, prototype de chant grégorien, fut établie à Metz, comme héritier de celle des chantres romains qui avaient dû quitter la Gaule, après leur désaccord avec les chantres gaulois,. À savoir, l'école grégorienne succéda à celle du chant vieux-romain, chant non installé. Et Charlemagne fit, en 805 à Thionville, centraliser la formation de tous les chantres du royaume à Metz, auprès de la Schola metensis (ou Scola metensis), vraisemblablement lors de cette transition,. Mais il est difficile à identifier ceux qui étaient enseignés à partir de 805, soit encore le chant vieux-romain, soit le chant messin, car la nomination restait toujours chant romain selon le texte du rite romain et que ces deux chants manquaient de notation. Il faut remarquer que cette école était située près de la cathédrale Saint-Étienne de Metz tandis que l'école pourrait rester durant tout le Moyen Âge, mais en tant que celle des enfants.
Ce qui est certain, en effet, c'est que fonctionnaient, plus tard vraisemblablement, de petites écoles attachées aux cathédrales en faveur des enfants de chœur. Cet établissement s'appelait parfois schola puerorum, maîtrise. Cette dernière suggère que le maître de chapelle était responsable, responsable de l'enseignement mais aussi celui de la vie quotidienne des enfants. Auprès de la cathédrale Notre-Dame de Rodez, la première mention de l'existence de ces enfants remonte en 1285 et ce groupement se composait de six enfants. Donc, le chant grégorien était exactement enseigné (Le pape Innocent III († 1216) ordonna l'adoption définitive du chant grégorien au Vatican,). Si les documents y conservés manquent de détailles du Moyen Âge, ceux du XVIIe siècle et du siècle suivant précisent leur hébergement, leur vie matérielle, leurs enseignements : [lire en ligne, La maîtrise de la cathédrale de Rodez de Françoise Tarvard].
Concernant les monastères, des documents plus sûrs indiquent que l'enseignement du chant grégorien était bien entendu une transmission de la liturgie traditionnelle mais aussi quelques créations dans le contexte pédagogique. Le premier témoin, c'était l'abbaye de Saint-Gall qui accueillit un jeune moine Notker le Bègue. À la différence de la pratique de nos jours, il était, à cette époque-là, vraiment difficile à mémoriser les melodiæ longissimæ (jubilus), faute de système do - ré - mi - fa ainsi que de longues pièces instrumentales. Inspiré par un antiphonaire grégorien d'un moine de l'abbaye de Jumièges, le jeune Notker conçut le chant syllabique issu du mélisme grégorien. L'objectif était, pour ses camarades du cours, mémoriser plus facilement ces mélodies longues avec de nouveaux textes attribués [lire en ligne]. En bref, l'origine de la séquence était à fond le sujet pédagogique pour ce chant et non la création d'un genre. Rappelons aussi que la nécessité de l'éducation du chant grégorien donna naissance à une grande invention de Guido d'Arezzo, moine bénédictin. Sa notation en quatre lignes (selon les musicologues, notation neumatique diastématique) fut conçue afin d'optimiser la formation des chantres, de dix ans de durée requise auparavant à un ou deux ans.

### Deux compositeurs formés aux cathédrales et chant grégorien
Au regard de la formation auprès des cathédrales, l'objectif du système, normalement gratuit, était former les serviteurs des églises, soit musiciens tels organistes, soit religieux. Parfois, on obtenait ces deux qualités. Fernando de las Infantas était un vrai noble de Cordoue. Comme le maître de chapelle de la cathédrale, Alonso de Vieras, assurait un enseignement complet de grande qualité, celui-ci devint compositeur de musique sacrée. Après que le roi Philippe II d'Espagne envoya à Rome ce défenseur du chant grégorien traditionnel en 1572, Fernando de las Infantas était avant tout aumônier pour les pauvres. De 1577 à 1578, avec son patron Philippe II, le compositeur souhaitant sauvegarder le chant grégorien réussit à empêcher le projet de remaniement, chargé à Palestrina par le Saint-Siège. Enfin, il devint membre de la congrégation de l'Oratoire et reçut en 1584 son ordination sacerdotale.
Ce système de formation fonctionnait même au XVIIe siècle. Ainsi, Michel-Richard de Lalande, finalement compositeur de Louis XIV, profitait de l'éducation entière de l'église Saint-Germain-l'Auxerrois de Paris, après que ses parents, marchands tailleurs, confièrent leur fils cadet à cette paroisse, en tant qu'enfant de chœur. La formation était tellement suffisante pour que ce musicien talentueux puisse maîtriser la langue latine, le plain-chant (chant grégorien déformé), la polyphonie ainsi que les orgue et clavecin. Grâce à cet enseignement de qualité, il devint professeur de clavecin, d'abord chez le duc Anne-Jules de Noailles, puis pour deux filles du roi, Louise-Françoise de Bourbon et Françoise-Marie de Bourbon. Enfin, Delalande bénéficiait de sa connaissance du plain-chant et du latin pour ses motets, plus précisément psaumes, exécutés dans la messe en semaine à la chapelle royale de Versailles, en présence de Louis XIV.

### Fondation des écoles laïques auXIXesiècle
Au XIXe siècle fut établi l'enseignement du chant grégorien dans les écoles privées, à mesure que la restauration scientifique de ce chant était avancée par les religieux et musicologues. Ce mouvement de restauration était plus dynamique en France, à la suite de la redécouverte en 1847 du tonaire de Saint-Bénigne de Dijon à Montpellier, à la base duquel un Graduale romanum fut publié en 1851 et était en usage auprès des paroisses de Reims, de Sens, d'Arras et de Soissons afin de rétablir le rite romain en France et de lutter contre le gallicanisme.
Dans l'Hexagone, il existait une autre difficulté à cette époque-là. Après la suppression entière du XVIIIe siècle, les religieux devaient tout d'abord rétablir leurs organisations. En conséquence, la création des écoles privées réservées à la musique sacrée était bien appréciée.
Il est vrai que l'enseignement de ces établissements possédait une caractéristique spirituelle issue de leur but. Or, cette vertu fut graduellement perdue et les écoles devinrent établissements fournissant le diplôme. Par exemple, Louis Laloy, ancien élève de la Schola Cantorum de Paris, fut nommé en 1913 secrétaire général de l'Opéra national de Paris et restait en cette qualité jusqu'en 1940.

#### Établissements historiques
- École Niedermeyer (Paris)
Cet établissement fut fondé en 1853 par Louis Niedermeyer dans l'optique de former des musiciens en faveur des églises[19],[20]. Ce participant au Congrès pour la restauration du plain-chant et de la musique de l'Église[21] en 1860 connaissait stricto sensu la valeur du chant grégorien : « Par musique d'église, nous entendons tous les chants qui retentissent dans le sanctuaire, musique sacrée, plain-chant, orgue. Pour le plain-chant, nous disons saint Grégoire... »[20]. Si l'école était capable d'enseigner plusieurs lauréats des prix de Rome tel Maurice Le Boucher, il suffit de citer deux noms afin de confirmer l'influence du chant grégorien sur des œuvres de l'époque : l'école Niedermeyer se distinguait surtout d'un professeur éminent Camille Saint-Saëns et de son brillant élève Gabriel Fauré[22].
- Schola Cantorum de Paris
La naissance de cet établissement en 1894 était étroitement liée à l'abbaye Saint-Pierre de Solesmes, donc au chant grégorien. Plus précisément, le fondateur principal Charles Bordes, jeune maître de chœur de l'église Saint-Gervais-Saint-Protais de Paris, fréquentait ce monastère avant cette fondation[eg38 1]. C'est pourquoi, dans sa première décennie, l'enseignement du chant grégorien avait la priorité[23]. Parmi ses professeurs, Vincent d'Indy favorisait la formation de la théorie rythmique grégorienne[24] tandis qu'Amédée Gastoué, celui du chant grégorien, fut nommé en 1904 consulteur de l'Édition Vaticane par le pape saint Pie X. L'établissement devint de plus en plus conservatoire supérieur, au lieu de l'école de musique sacrée.
- Schola Cantorum de Bâle
Si cette école fut créée en 1933 en faveur de la musique ancienne, il n'y a actuellement (année 2017/2018) qu'un cours de schola grégorienne en choix (durée 700 minutes)[25].

### Officialisation du chant grégorien et Édition Vaticane
La création de nouveaux établissements devint indispensable au début du XXe siècle. En effet, sitôt élu en 1903, le nouveau pape Pie X inaugura unes immenses réforme liturgique et centralisation, jamais vues dans l'histoire de l'Église. Dans cet objectif, celui-ci fit lancer le projet de l'Édition Vaticane.
Certes, l'exécution du chant grégorien devint obligatoire dans tous les établissements catholiques avec le décret du 14 août 1905. Cependant, après plusieurs siècles de pratique du plain-chant et l'usage des mélodies de l'opéra dans les églises au XIXe siècle, l'exécution du chant grégorien restauré demeurait vraiment difficile. Il est normal que Pie X ait fait créer l'École supérieure de musique sacrée afin de former les maîtres de chapelle en 1910. La circonstance difficile fut aggravée avec la théorie de rythmique grégorienne, développée jusqu'au bout par Dom André Mocquereau. Cette théorie à la base de la musique classique devint tellement sophistiquée que peu d'exécutants étaient capables de la comprendre.
D'où, en dépit de l'avancement de la publication de l'Édition Vaticane, la région parisienne ne comptait que, dans les années 1920, 16 scholæ grégoriennes parmi 80 paroisses environ,. Il fallait donc créer les établissements religieux afin de résoudre ce problème, notamment à partir des années 1920.
Comme la difficulté de l'enseignement restait toujours, le Saint-Siège exprimait son mécontent et demandait aux supérieurs d'améliorer la formation dans ses documents pontificaux (constitution apostolique Divini cultus sanctitatem (1928) et encyclique Musicæ sacræ disciplina (1955)).
La réforme selon le concile Vatican II, qui avait autorisé la liturgie en langue vulgaire, toucha outre mesure ces enseignements. Certains établissements disparurent comme les anciennes Éditions Desclée singulièrement consacrées au chant grégorien. D'autres durent être réorganisés et transformés pour adapter au répertoire contemporain.

#### Établissements religieux historiques
- Institut grégorien de Paris
À la suite d'un immense succès du Congrès de chant grégorien et de musique sacrée à Paris en 1922, dirigé par l'Art Catholique et soutenu par l'archevêque de Paris Louis-Ernest Dubois ainsi que les moines de l'abbaye Saint-Pierre de Solesmes, récemment rentrés de l'abbaye Notre-Dame de Quarr, l'Institut grégorien de Paris naquit sous la protection de ce cardinal Dubois en 1923. Le premier professeur du chant grégorien était Dom Joseph Gajard de Solesmes, célèbre maître de chœur de ce monastère depuis 1914. Ses cours grégoriens étaient assurés du mercredi au vendredi[cd 1]. En fait, l'établissement était conçu comme antenne de Solesmes à Paris[29]. Deux ans plus tard, Auguste Le Guennant, ancien élève de la Schola Cantorum de Paris, lui succéda et devint directeur en 1933[29]. À peine le concile Vatican II arriva-t-il, cet établissement cherchait sa transformation en devenant Institut supérieure de musique sacrée le 5 juin 1965[31], mais fut finalement attaché à l'Institut catholique de Paris en 1968. L'institut était parfois félicité par des papes. Ainsi, lors de sa visite à Rome, Paul VI le saluait le 6 avril 1964 avec son discours [lire en ligne].
- Établissements issus de l'Institut grégorien de Paris
Une fois la Seconde Guerre mondiale terminée, l'Institut grégorien de Paris connut une immense croissance en y accueillant deux fois plus d'élèves (en 1946 plus de 240[29]). Si celui-ci organisait déjà ses sessions grégoriennes, à partir de 1945, elles étaient tenues dans toute l'Hexagone, en bénéficiant des vacances d'été. En 1953, il comptait 43 sessions y compris celles de l'Institut Ward[29]. D'autre part, cette croissance donna naissance à quatre établissements dans le monde, fondés par ses anciens élèves : à Lisbonne, à Madrid, à Toledo aux États-Unis et à Rio de Janeiro. Certains essayaient encore d'établir le cinquième au Canada ou ailleurs[29]. Il ne faut pas oublier que l'Institut Saint-Grégoire de Lyon possédait également sa filiale à Alger[29].
- Manécanterie Notre-Dame (Le Puy-en-Velay)
Il s'agissait d'une ancienne manécanterie supprimée suit à la Révolution. La Manécanterie Notre-Dame fut rétablie en octobre 1926 par le nouvel évêque Norbert-Georges-Pierre Rousseau[32]. Cette restauration précédait en fait la recommandation de ce type de restauration par la constitution apostolique Divini cultus sanctitatem du pape Pie XI (1928). À vrai dire, cet ancien professeur de théologie était pareillement, d'abord spécialiste du chant grégorien, ensuite enseignant du séminaire du Mans étroitement lié à la cathédrale Saint-Julien du Mans qui gardait depuis le Moyen Âge la Psallette, chorale de cathédrale[33]. Enfin, grâce à sa formation au Séminaire français de Rome, le prêtre Rousseau était proche du Vatican[34]. Ce sont les raisons pour lesquelles avait la priorité la restauration de cet établissement par l'évêque Rousseau dont le sacre avait été présidé en septembre 1925 par le cardinal Louis-Ernest Dubois, grand promoteur du chant grégorien (voir ci-dessus Institut grégorien de Paris). En faveur de la direction, le chanoine Clément Boutrand fut nommé[32],[35]. Après deux fois de réorganisations, la Maîtrise de la Cathédrale du Puy-en-Velay garde de nos jours la fonction, mais plus adaptée au répertoire contemporaine.

## Établissements actifs
De nos jours, il existe encore un certain nombre d'établissements pédagogiques qui enseignent le chant grégorien. Si les cours grégoriens se continuent, c'est grâce à la sémiologie grégorienne, une nouvelle science fondée dans les années 1950. Certes, à la suite de la réforme liturgique d'après le concile Vatican II, la plupart des paroisses de l'Église catholique n'en ont plus besoin, en pratiquant les chants en langue vulgaire. Toutefois, dans la deuxième moitié du XXe siècle, les musicologues grégoriens, surtout Dom Eugène Cardine et Dom Jean Claire, renouvelèrent en entier la connaissance sur ce chant. Il s'agit du premier sommet de la musique occidentale, à la suite de l'évolution de la Renaissance carolingienne. Non seulement des célébrants et fidèles mais également des musiciens professionnels et amateurs de la musique sont attirés par ce chant vraiment développé et raffiné. Les établissements fonctionnent dorénavant afin de retrouver, d'étudier, de répartir et d'héritier ce trésor liturgique et culturel.

### Établissements religieux

#### Université
- Institut pontifical de musique sacrée (Rome)
Fondé par le pape Pie X en tant qu'école formant les maîtres de chapelle en 1910, l'établissement devint l'une des universités pontificales le 24 mai 1931 par la constitution apostolique Deus scientiarum Dominus[38]. Depuis sa fondation, l'enseignement du chant grégorien était principal. En effet, ses directeurs étaient toujours spécialistes de ce chant jusqu'à ce que Valentí Miserachs Grau soit nommé en 1995. L'évolution fut notamment achevée sous la direction de Higinio Anglés († 1969) qui avait sélectionné Dom Eugène Cardine († 1988) comme professeur du chant grégorien. Devenu un centre des études grégoriennes, l'institut donna naissance à l'AISCGre en 1975.

#### Écoles
- Maîtrise de Notre-Dame de Paris
La cathédrale Notre-Dame de Paris ne dispose qu'aujourd'hui, l'enseignement musical. En collaboration avec les établissements scolaires, la maîtrise offre, d'une part, tous les enseignements musicaux y compris le chant grégorien au Chœur d'enfants (de 8 à 15 ans)[39]. D'autre part, son Chœur d'adultes profite du répertoire du chant grégorien afin d'obtenir un des diplômes disponibles auprès de cet établissement[40].
- Schola Puerorum (Rome)
Au contraire, le système médiéval se conserve à la ville éternelle. Telle la formation de l'école de danse de l'Opéra national de Paris, il faut que les élèves (garçons seulement à Rome) apprennent non seulement les cours normaux réservés à tous les enfants de leurs âges mais également les cours supplémentaires consacrés à la musique liturgique dont le chant grégorien. Afin de faciliter ces apprentissages assez nombreux et lourds, l'hébergement aussi est offert, comme à Paris. Cette schola, dont la formation est gratuite, doit assister aux célébrations tenues à la chapelle Sixtine[41]. La Schola Puerorum, ses objectif et fonction sont protégés par la constitution apostolique Divini cultus sanctitatem (article VI) du pape Pie XI (1928).

### Établissements laïcs

#### En France
- Conservatoire Gabriel Pierné (Metz)
En profitant du lieu de la naissance du chant messin, les cours du chant grégorien sont disponibles en fin de 3e cycle[42].
- Conservatoire national supérieur de musique et de danse de Paris
Le projet de l'enseignement du chant grégorien auprès des conservatoires nationaux français fut préparé par Jacques Duhamel, ministre des affaires culturelles[43]. D'abord, il fit fonder les centres d'études du chant grégorien en 1975 à l'abbaye de Sénanque, à l'abbaye de Fontevraud ainsi qu'à Metz. L'objectif principal était former des musiciens professionnels et qualifiés de sorte que les cours de chant grégorien soient établis dans chaque conservatoire de France[cd 2]. Puis en 1985, les cours de ce chant furent installés auprès du conservatoire de Paris. L'enseignement est confié au Chœur grégorien de Paris[44].
- École du Chœur grégorien de Paris
Créée en 2006, l'école est soutenue par la Fondation Bettencourt Schueller. La formation se consacre au chant grégorien et notamment à la psalmodie[44].

#### En Europe
- Haute École de musique de Genève
Anciennement conservatoire fondé en 1835, cet établissement depuis 2009 enseigne le chant grégorien avec la notation ancienne ainsi que les chants ambrosien et byzantin, y compris leur évolution historique[45].
- Centrum Gregoriaans Drongens (Tronchiennes)
Il s'agit d'un établissement pédagogique entièrement consacré au chant grégorien, fondé en 1985. Les enseignements jusqu'à trois ans sont effectués selon la sémiologie grégorienne et les neumes sangalliens[46]

## Personnalité

### XIXesiècle

#### Louis Niedermeyer (1802-1861)
Il semble que l'école Niedermeyer de Paris, fondée en octobre 1853, soit le premier établissement qui ait enseigné le chant grégorien aux élèves, à savoir, en dehors des monastères ou des églises. Dans la lettre datée le 15 avril 1857, le fondateur Louis Niedermeyer écrivit : « Pour le plain-chant, nous disons Saint-Grégoire (sic, Saint Grégoire), pour la musique sacrée, nous disons Palestrina. » Aussi le chant grégorien était-il quotidiennement enseigné dans cette école consacrée à la musique religieuse.
Ce pédagogue souhaitait si profondément la restauration du chant grégorien authentique, au lieu du plain-chant dénaturé, que fut soutenu par celui-ci en 1860 le Congrès pour la restauration du plain-chant et de la musique d'Église à Paris, avant son décès,.

#### Jean Hingre (1823-1898)
Après son ordination en 1847, Jean Hingre était professeur de philosophie, de dogme ainsi que de chant liturgique, auprès du séminaire de Saint-Dié-des-Vosges. Son élève le plus distingué était Dom Joseph Pothier, restaurateur du chant grégorien. Jean Hingre soutenait encore ses études grégoriennes, même après que Dom Pothier s'en alla et arriva à l'abbaye Saint-Pierre de Solesmes le 1er février 1859.

#### Dom Joseph Pothier (1835-1923)
À l'abbaye de Solesmes, depuis sa refondation, le chanoine Augustin Gontier du Mans (1802-1881) enseignait le chant liturgique. Après l'arrivée du R. P. Dom Joseph Pothier (1859), ce dernier fut nommé le 25 novembre 1860 zélateur des novices par le révérendissime abbé du monastère, Dom Prosper Guéranger, afin de remplacer l'ami de celui-ci, et cette fonction lui fut désormais confiée, comme professeur de chant sacré pour les novices et le reste de la communauté.
Chercheur en archives et très occupé par la mission qui lui a été confiée, Dom Pothier engagea notamment la restauration et les publications sur le chant grégorien. Auteur d'une multitude d'articles et essais, compositeur de nombreuses œuvres en style grégorien et conférencier reconnu et autorité en la matière, Dom Pothier, de renommée internationale,, fut invité à former les communautés de divers ordres (et ainsi jusqu'à Erbalunga en Corse), avant de se consacrer principalement à la théorie.
À la suite de succès du congrès grégorien d'Aiguebelle en 1879, il fut à nouveau invité par les Trappistes, lesquels avaient décidé de poursuivre à la réforme liturgique en grégorien. Il s'agissait d'une série de conférences (deux cours par jour) tenue en avril 1880 à l'abbaye Notre-Dame de Bellefontaine. Non seulement les supérieurs et chantres de cet ordre mais également plusieurs exécutants laïcs assistaient à cette session grégorienne, qui allait être suivie du deuxième congrès grégorien à Aiguebelle, en 1881.

#### Giuseppe Melchiorre Sarto (Pie X) (1835-1914)

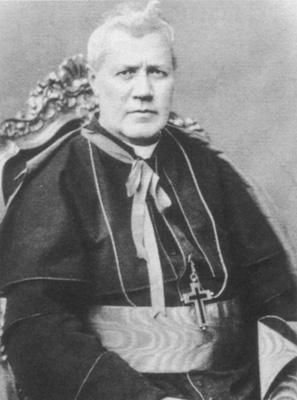
Cardinal Giuseppe Sarto, futur pape Pie X.

Depuis son enfance, Giuseppe Sarto s'intéressait au chant grégorien. Au séminaire à Padoue, passionné, il fut nommé par ses supérieures direction du chœur qui pratiquait ce chant, durant sa dernière année de théologie. Devenu vicaire à Tombolo, il fonda une petite école du chant grégorien. Après avoir compris la mauvaise caractéristique du plain-chant, chant dénaturé, il commença à soutenir la restauration de l'abbaye Saint-Pierre de Solesmes. Notamment, il assista au congrès européen d'Arezzo en 1882, en aidant Dom Joseph Pothier de Solesmes.
Le chanoine de Trévise puis évêque de Mantoue souhaitait l'amélioration de la liturgie, avec les théologie et chant sacré authentiques, afin de lutter contre la décadence de l'époque et de sorte que les fidèles puissent assister proprement à la célébration. Donc, il lui fallait retourner à saint Thomas d'Aquin ainsi qu'au chant grégorien. Pareillement, étant direction du chœur auparavant, il soutenait la formation des maîtres de chapelle, dans cette optique. Ainsi, si Lorenzo Perosi, futur maître de Saint-Marc puis de la chapelle Sixtine, put étudier le chant grégorien à Solesmes, c'était grâce au soutien de Giuseppe Sarto.
En tant que patriarcat de Venise, le cardinal Sarto révéla en 1895, à la basilique Saint-Marc, un document concernant les disciplines de la musique liturgique. Il y précisait son objectif :

« La musique sacrée, par son étroite union avec la liturgie et avec le texte liturgique, doit posséder au plus haut degré ces vertus : sainteté, vérité de l'art et universalité »

On comprend la raison pour laquelle le cardinal appréciait le chant grégorien. Donc, il y soulignait la prééminence de ce chant :  

« Appuyée sur ces règles solides, l'Église créa la double forme de son chant : la grégorienne, qui dura environ un millénaire, et la classique polyphonie romaine, dont Palestrina fut l'initiateur au XVIe siècle. »

— Cardinal Sarto, Lettre pastorale sur le chant d'Église, le 1er mai 1895
Enfin, le pape Pie X fonda, selon le conseil de Don Angelo de Santi, l'École supérieure de chant grégorien et de musique sacrée en 1910, afin de former les maîtres de chapelle qui sont capables de célébrer convenablement les offices en grégorien.

#### André Mocquereau (1849-1930)
André Mocquereau naquit en 1849 à la Tessoualle, dans une famille très cultivée. Son père était médecin. Avant d'arriver à Solesmes en 1875, il devint d'abord musicien, un violoncelliste talentueux aimant jouer la musique de chambre de Joseph Haydn, de Mozart. À Cholet, il était un membre de l'orchestre d'amateurs, dirigé par Charles Dancla souhaitant que ce jeune musicien vienne au Conservatoire de Paris. Cependant, une de ses sœurs devint en 1873 moniale, et notamment organiste, à l'abbaye Sainte-Cécile de Solesmes. Enfin, lui aussi. Le nouvel abbé de Solesmes, Dom Charles Couturier, bénéficia du talent de ce jeune musicien. D'abord, l'abbé le nomma maître de la schola grégorienne, en créant celle-ci en 1882, puis en 1889, direction générale de cette abbaye.
En tant que directeur de l'atelier de la Paléographie musicale, Dom Mocquereau exécutait parfois ses cours grégoriens en dehors de l'Hexagone, lors de ses voyages à la recherche de manuscrits, par exemple, à Turin ainsi qu'à Milan.
Pour des manuscrits auprès du Vatican, il arriva à Rome en janvier 1890. En profitant de cette visite, le Séminaire français de Rome lui demanda d'effectuer quelques sessions grégoriennes pour tous ses élèves et de célébrer la messe du dimanche de Lætare avec ce chant. En y organisant une petite schola provisoire, il leur enseigna durant huit jours, sans prévoir son succès. Après la célébration du dimanche, la schola exécuta de nouveau une messe en grégorien une semaine plus tard, le dimanche 9 mars, devant de nombreux religieux invités dont le Père de Santi. Ce dernier était chargé par le pape Léon XIII de défendre l'édition de Ratisbonne, à savoir version révisée de l'Édition médicéenne. Auparavant, Dom Mocquereau n'avait pu obtenir aucun accord de celui-ci. Aussitôt la messe terminée, Angelo de Santi visita la chambre de Dom Mocquereau : « Il est évident que ce chant sera un jour celui de l'Église romaine. » À la suite d'une appréciation considérable, le supérieur de Sainta-Chiara décida de maintenir définitivement sa schola, immédiatement réputée à la ville éternelle.
Après cet événement, les années 1890 s'illustraient de ses enseignements personnels en faveur de jeunes musiciens. Surtout, son soutien favorisa l'inauguration de la Schola Cantorum de Paris en 1896 :
- 189? : Charles Bordes était jeune maître de chœur de chapelle de l'église Saint-Gervais à Paris. Après qu'il fréquentait intensivement l'abbaye de Solesmes, il fonda la Schola Cantorum afin de promouvoir l'enseignement du chant grégorien et de la musique sacrée[eg38 1]. Aussitôt établi, ce conservatoire privé était aidé des cours particuliers de Dom Mocquereau[eg38 3].
- 1894 : Jules Combarieu commença ses séjours à Solesmes. Cette année-là, il envoya à Dom Mocquereau sa thèse de doctorat Les rapports de la Musique et de la Poésie considérées au point de vue de l'expression[eg38 4],[55]. Il devint l'un des défendeurs les plus importants de ce directeur[56].
- 1896 : Pierre Aubry était élève de l'École nationale des chartes. En enseignant à l'Institut catholique de Paris ainsi qu'à École pratique des hautes études, il soutenait l'atelier de la Paléographie musicale de laquelle dom Mocquereau était fondateur et directeur. Sa connaissance comme spécialiste des documents était vraiment précieuse, pour la rédaction de la Paléographie[eg38 5].
- 1897 : en juillet, l'abbaye de Solesmes accueillit les premiers élèves de la Schola Cantorum de Paris dont Déodat de Séverac, René de Castéra. Durant huit jours de séjour en grégorien, Dom Mocquereau exécuta 7 ou 8 leçons de Paléographie musicale[eg38 3].
- 1899 : en juin, toute la Schola Cantorum, y compris le chœur des enfants, s'y rendit[eg38 3].
- 1901 : Louis Laloy visita l'abbaye de Solesmes afin d'approfondir sa connaissance, juste avant que la loi du juillet 1901 ne provoque des difficultés. Celui-ci avait été élève du Lycée Henri-IV puis étudiant de l'École normale supérieure. Devenu enfin élève de la Schola Cantorum en 1899, il s'intéressait au chant grégorien. Après le départ des moines, il devint professeur du Conservatoire de Paris, puis secrétaire général de l'Opéra national de Paris[eg38 5].

Si l'exil dès 1901 à l'abbaye Notre-Dame de Quarr n'était pas favorable aux enseignements, il y accueillit l'un des derniers élèves importants. Justine Ward y passa presque neuf mois à partir du 10 mai 1921, afin d'améliorer sa connaissance concernant le chant grégorien. En 1922, Dom Mocquereau n'hésita pas à effectuer ses sessions estivales à New York, en faveur de ce dernier disciple.

#### Schola Cantorum de Paris
- professeurs :

1. Charles Borde : fondateur, maître de chapelle de l'église Saint-Gervais à Paris
2. Amédée Gastoué : également auprès de l'Institut catholique de Paris, consulteur de la Commission pontificale du pape Pie X

- collaborateurs :

1. André Mocquereau : moine d'abbaye Saint-Pierre de Solesmes

### XXesiècle

#### Angelo de Santi (1847-1922)
Voir aussi § André Mocquereau (1849-1930)
La conversion de Don de Santi en faveur du chant grégorien provoqua, pour lui, de nombreuses difficultés. En janvier 1894, il fut interdit d'écrire et de demeure à Rome, pour cinq ans. À la suite de l'arrivée du pape Pie X en 1903, la situation devint tout à fait favorable. Surtout, saint Pie adopta l'idée du Père de Santi au regard des enseignements. Ils fondèrent en 1910 l'École supérieure pontificale de chant grégorien et de musique sacrée à Rome. L'établissement ouvrit ses portes le 3 janvier 1911, et Angelo de Santi fut nommé le premier directeur de l'école. Elle était notamment réservée à la formation de futurs maîtres de chapelle.

### Justine Ward (1879-1975)
Comme elle s'est aperçue que la qualité de la musique liturgique catholique n'était pas suffisante aux États-Unis, son projet selon les disciplines du pape Pie X fut lancé en tant que méthode Ward, afin de soutenir les enseignants, en 1910. Puis, en 1916, elle fonda l'Institut Pie X à New York, en y enseignant sa méthode, avec l'abbesse G. Stevens. Son succès était tellement imminent qu'elle organisa en 1920 le congrès international du chant grégorien, commencé à Arezzo en 1882. C'est pourquoi cette pédagogue souhaitait qu'y assiste Dom André Mocquereau de Solesmes.
En dépit de son hésitation en raison de son âge avancé, Dom Mocquereau accepta enfin l'invitation officielle de l'archevêque de New York. Après cet événement, Justine Ward décida d'approfondir sa connaissance au regard du chant grégorien. Par conséquent, servie par l'abbesse de Sainte-Cécile de Solesmes, elle séjourna du 10 mai 1921 au 3 février 1922 près de l'abbaye Notre-Dame de Quarr à laquelle étaient en exil les moines de Solesmes dont Dom Mocquereau. À la suite de la rentrée de ce dernier à Solesmes en septembre, elle y acheva la rédaction de son quatrième volume de la méthode, en collaboration avec celui-ci.
En 1922, Dom Mocquereau avait assisté aux sessions estivales à New York, auprès de l'Institut Pie X, alors qu'en 1923, Madame Ward et l'abbesse Stevens étaient capables de les effectuer elles-mêmes, sans directeur de Solesmes. Malgré tout cela, son institut subissait quelques difficultés à continuer. Finalement, grâce au soutien de Dom Paolo Ferretti, nouveau directeur de l'Institut pontifical de musique sacrée, elle obtint à Rome l'année suivante une protection directe du pape Pie XI en faveur de l'établissement. En 1925, avant que Dom Ferretti ne parte à New York pour des sessions, le pape lui chargea d'octroyer à Madame Justine Ward la Sainte Croix Pro Ecclesia et Pontifice. Encouragée, elle inaugura en 1929 une école supérieure de la musique liturgique à Washington, après quelques années de préparation.
Dès les années 1920, non seulement aux États-Unis et au Canada mais également en Europe, cette méthode fut adoptée par de nombreux enseignants, notamment par le gouvernement des Pays-Bas. Si la première édition néerlandaise apparut en 1929, une version révisée pour adapter aux renseignements publics et aux instituts protestants fut sortie, sous l'approbation de l'auteur, en 1935.
Auprès de l'Institut pontifical de musique sacrée à Rome, la méthode était enseignée aux éducateurs jusqu'à la fin du XXe siècle et contribuait à son financement. En effet, Justine Ward soutenait intensivement l'institut, notamment ses directeurs, jusqu'à son décès.
De nos jours encore, elle est utilisée en faveur des sessions de la Schola Saint-Grégoire du Mans tandis que depuis 1964 l'ensemble Schola Cantorum van het Ward Instituut continue à exécuter, comme postérité, le chant grégorien aux Pays-Bas. Cette schola se compose de nombreux maîtres de chapelle et chantres.

« Un mouvement très remarquable de ce type est celui qu'on a appelé le « Mouvement Ward », fondé aux USA par un professeur de musique, Justine B. Ward, sous l'impulsion du Motu Proprio de S. Pie X. Mme Ward avait pris à la lettre les consignes du Pape, au service desquelles elle avait mis toute son énergie et les ressources de son notable patrimoine personnel, pour que le plus grand nombre possible de fidèles puissent chanter ensemble les difficiles mélodies grégoriennes et les pièces polyphoniques. Comme elle tenait les adultes pour irrécupérables en ce domaine, elle concentra tous ses efforts sur la formation musicale des enfants, de tous les enfants. En se fondant sur la théorie du rythme grégorien élaborée par Dom Mocquereau à Solesmes, elle publia en de multiples langues et éditions un manuel pour enseignants et élèves qui compta au total 16 volumes ; il fut accueilli avec grande faveur en Italie et aux Pays-Bas surtout, sous le nom de « Méthode Ward » et connut un succès notable dans les pays latins et anglo-saxons jusqu'au Concile Vatican II. Des milliers d'élèves de tous pays pouvaient grâce à elle, sans grande difficulté, chanter ensemble les pièces grégoriennes de la liturgie latine. Des générations entières de musiciens lui sont redevables d'une connaissance approfondie de la cantilène grégorienne. Du point de vue de l'histoire de la musique, l'importance de ce mouvement réside surtout dans le fait qu'il a démontré sur une vaste échelle que les exigences posées par S. Pie X n'avaient pas visé trop haut et pouvaient parfaitement être réalisées, pour autant que le clergé et l'enseignement travaillent en harmonie et se laissent guider par d'authentiques compétences. »

— Dr Louis Hage (président de la Consociatio internationalis musiæ sacræ dès 1997), Cent ans du Motu Proprio de SS. le Pape S. Pie X dans ses rapports avec le culte et la culture, Consociatio internationalis musicæ sacræ, Musicæ sacræ ministerium, Rome, Anno XXXIX-XL (2002/2003), p. 73

#### Auguste Le Guennant (1881-1972)
Cet ancien élève de la Schola Cantorum de Paris organisa de nombreuses sessions grégoriennes, après la Deuxième Guerre mondiale, non seulement dans l'Hexagone mais également à Fátima, et même à Rio de Janeiro, en enseignant ce chant auprès de l'Institut grégorien de Paris.

#### Joseph Gajard (1885-1972)
Dom Joseph Gajard arriva à Solesmes en 1909. Déjà en 1914, il succéda à Dom Mocquereau comme maître de chœur. Avant la Seconde Guerre mondiale, cette fonction avait besoin d'effectuer les Semaines grégoriennes, des manifestations à caractère diocésain organisées sous l'impulsion de l'évêque et destinées aux séminaires et scholæ du diocèse. Mais elles devinrent de moins en moins fréquentes en raison des messes radiodiffusées.
Après la guerre, Dom Gajard commença donc à participer à de nombreuses sessions grégoriennes, au lieu des semaines : Quimper (1949), Ploërmel (1958), Genève, Venise, Pampelune (1959). Invité par Justine Ward, il traversa en 1960 l'océan Atlantique en avion, afin d'effectuer des cours à New York, auprès de l'école Saint-Pie X, du 1er au 26e juillet. En 1962, il s'agissait des sessions de Saint-Pie X, ainsi que de l'université de Webster à Saint-Louis. En 1959, Dom Gajard dut visiter l'abbaye Saint-Joseph de Spencer où il effectua quelques présentations pour soutenir les moines qui devaient faire face à des opposants au chant grégorien.
Les sessions de Dom Gajard étaient surtout assurées chaque année au Mans, auprès de la Schola Saint-Grégoire qu'il favorisait.

#### Eugène Cardine (1905-1988)
Alors que d'autres personnages contribuèrent essentiellement à former les maîtres de chœur grégorien, Dom Eugène Cardine se distinguait en tant que formateur de nombreux chercheurs du chant grégorien. Arrivé en 1928 au sein de l'abbaye Saint-Pierre de Solesmes, il fut d'abord nommé premier chantre en 1940. Puis, il fut choisi comme un des six membres de l'édition critique du nouveau graduel du Vatican, équipe établie dans ce monastère en 1948.
Auprès de l'Institut pontifical de musique sacrée à Rome, à la suite du décès inattendu de Dom Pierre Thomas en 1951, il fallait un nouveau professeur du chant grégorien. Le directeur Mgr Higino Anglès choisit en 1952 Dom Cardine en tant que successeur. L'abbé de Solesmes Dom Cozien accepta cette nomination, à condition que ce moine puisse retourner à l'abbaye trois fois par an aux frais du Saint-Siège, lors des vacances universitaires, afin de continuer la rédaction de l'édition critique. Le professeur Eugène Cardine conserva cette fonction jusqu'en 1984.
1. Alors, Dom Cardine devint navette entre Rome et Solesmes. Il bénéficiait de précieux manuscrits auprès de l'atelier de la Paléographie musicale pour ses cours, notamment ses derniers découverts. En conséquence, les élèves de l'institut pouvaient être renseignés les dernières découvertes sémiologiques, plus tôt que les lecteurs de revues ou que les participants aux colloques[eg39 2].
2. Il fallait que les étudiants de Dom Cardine effectuent leurs études sémiologiques au regard du chant grégorien. Il faut remarquer que ce professeur était capable de leur charger proprement des tâches, en répartissant ceux qui devaient progresser. De nombreuses thèses importantes y furent achevées, et pareillement, leurs études demeuraient dynamiques[64].
3. De plus, Dom Cardine put profiter des archives du Vatican. Aussi l'institut à Rome devint-il un autre centre des études grégoriennes, après Solesmes.

Dom Cardine comptait enfin un grand nombre de disciples à Rome. En 1975, certains fondèrent l'Associazione Internazionale Studi di Canto Gregoriano (Association internationale d'études du chant grégorien - AISCGre), afin que les études de ce chant soient promues. Il s'agit donc d'une postérité de Dom Cardine.
1. Cette association se distinguait initialement de nombreux anciens élèves de Dom Cardine. Ainsi, Marie-Claire Billecocq devint spécialiste du manuscrit Laon 239, la meilleure notation messine représentant correctement le rythme grégorien. Le Graduale Triplex sorti en 1979 par Solesmes, et accompagné des neumes du Laon 239, profitait de sa précieuse collaboration[65]. Un autre membre ainsi que l'un des responsables, Alexander M. Schweitzer[66] est, depuis 1998, le chef de chœur du Consortium Vocale Oslo, l'une des scholæ de la cathédrale d'Oslo. La fonction de cet ancien étudiant de l'Institut pontifical de musique sacrée est effectivement importante, car il dirige cet ensemble grégorien soutenu par le conseil des arts de Norvège[67], auprès de la cathédrale assistée par la famille royale, dans un pays de luthériens.
2. Le Vatican est en train de publier ses deux éditions critiques en grégorien. Alors que l'abbaye Saint-Pierre de Solesmes sort l'Antiphonale romanum à partir de 2009, la rédaction du Graduale novum est confiée à l'AISCGre. Le premier tome fut publié en 2011, essentiellement par des disciples de dom Cardine, sous la direction de dom Johannes Berchmans Göschel[eg39 3]. Ce dernier est de nos jours considéré comme un des chercheurs et enseignants les plus importants du chant grégorien ainsi que successeur de dom Cardine. Il avait achevé ses deux thèses distinguées et dirigées par dom Cardine, à l'Institut pontifical en 1974 et 1976[64].

Le professeur Cardine assurait pareillement des cours académiques à l'Athénée pontifical Saint-Anselme en 1955 ainsi que de 1968 à 1972, à l'Association italienne Sainte-Cécile entre 1962 et 1971, au Collegium Germanicum et Hungaricum également à Rome, et à l'université de Bologne en 1969, 1970 et 1972,.

#### Jean Jeanneteau (1908-1992)
Initié à la beauté du chant grégorien dans la cathédrale Saint-Maurice d'Angers, le chanoine Jean Jeanneteau passa cependant la plupart de sa vie auprès de l'université catholique d'Angers, en tant que professeur. Il était surtout le fondateur de l'école supérieure d'électronique de l'Ouest. En 1975, lors de sa retraite à 67 ans, il décida de se consacrer désormais au chant grégorien. Jusqu'à son décès, il forma un grand nombre de chefs de chœur, dans et en dehors des monastères. En effet, ce scientifique fréquentait l'abbaye Saint-Pierre de Solesmes et avait fondé une école du chant grégorien sous le nom d'Institut de Musique Sacrée à Angers, après la Deuxième Guerre mondiale.
Son premier pas fut réalisé auprès de l'abbaye de Sénanque en 1976. Car, selon l'intention de Jacques Duhamel, ancien ministre des affaires culturelles, un projet du centre d'études grégoriennes et de la musique traditionnelle y avait eu lieu en 1975 par Jacques Charpentier,. Pendant quatre ans, le chanoine Jeanneteau exécuta ses sessions grégoriennes réservées aux maîtres de chapelle. D'autres centres avait également été établis en 1975 à Metz ainsi que à l'abbaye de Fontevraud. En collaboration avec dom Eugène Cardine de Solesmes, le chanoine lança une session à Fontevraud, au centre culturel de l'Ouest, en 1977. Ces sessions étaient notamment conçues pour former les musiciens professionnels qui étaient capables d'enseigner le chant grégorien dans les conservatoires français.
Dès 1982, il se consacrait également aux sessions destinées aux religieuses, à savoir maîtresses de chœur et de chantres des abbayes, à Ozon ainsi qu'à Lisieux.
Pour les chefs de chœur, il se déplaçait toujours dans l'Hexagone : Nantes, Rennes, Le Mans, Caen, Reims, Dijon, Marseille. En rendant hommage à cet enseignant, en 2004, Maurice Tille, direction du Chœur grégorien de Nantes depuis 1980 et un des disciples du chanoine Jeanneteau, sortit sa deuxième édition du Chant grégorien redécouvert.

« Ars sine scientia nihil, l'art sans la science, ce n'est rien. ... Mais au jugement de Jean Vignot, Ars sine scientia nihil, il faut ajouter : et sine oratione, l'art sans la science et sans la prière, ce n'est rien. »

— Le chanoine Jean Jeanneteau

## XXIesiècle

### En France

#### Jacques Viret (1943-)
Jacques Viret est professeur émérite à l'université de Strasbourg. Ce musicologue est luthérien. Sa thèse de doctorat fut achevée à la Sorbonne en 1981, dirigée par Jacques Chailley et sur la composition mélodique du chant grégorien.

#### Daniel Saulnier (1953-2023)
Arrivé en 1980 à l'abbaye Saint-Pierre de Solesmes, Daniel Saulnier fut moine bénédictin ainsi que professeur de chant grégorien à l'Institut pontifical de musique sacrée à Rome. Il fut le responsable des études, comme directeur de l'atelier de la Paléographie musicale jusqu'en 2010.
Entre 2003 et 2005, il organisa une série importante de sessions grégoriennes, pour les chefs de chœur au sein de monastères. En 2005, Dom Saulnier obtint son doctorat en musicologie médiévale, auprès de l'École pratique des hautes études à Paris.
Daniel Saulnier organise chaque année une session à Tours, en collaboration avec le centre d'études supérieures de la Renaissance auprès de l'université François-Rabelais de Tours. Il quitta cette fonction en tant qu'ingénieur de recherche mais continue ses études.

### Dans d'autres pays

#### William Mahrt
Aux États-Unis, le président de l'Association de la musique sacrée créée en 1874, William Mahrt, est un spécialiste du chant grégorien. En tant que professeur, il enseigne ce chant à l'université Stanford, l'une des universités les plus distinguées outre-Atlantique. Son enseignement grégorien est pareillement effectué au sein de deux chœurs. D'une part, il s'agit des Stanford's Early Music Singers à l'université. D'autre part, auprès de la schola Sainte-Anne de l'église Saint-Thomas-d'Aquin à Palo Alto.
Cette dernière est toujours le défendeur de ce chant théologique. En effet, le jeune étudiant William y succéda en 1964 à un professeur de mathématique, en tant que chef de chœur, juste avant le changement de la liturgie de l'Église. Avec plusieurs étudiants de l'école doctorale de musicologie, et en dépit des oppositions et de la forte tendance du chant Folk Music accompagné du guitar, Dr Mahrt et la schola sauvegardent le chant grégorien depuis 50 ans.
La schola Sainte-Anne est un témoin important de ce sujet. Elle conserve le chant grégorien, car il s'agit d'un des sommets de la musique occidentale tout comme la polyphonie de la Renaissance. Aussi une fille d'un membre du chœur, ayant commencé à y chanter elle-même à l'âge de 11 ans, choisit-elle un cours de doctorat sur la musique médiévale, à l'université d'Erlangen. Selon William Mahrt, la pauvreté du chant liturgique peut provoquer une difficulté. Lors d'un entretien en 2007, il soulignait que, de nos jours, le niveau de la musique pop est très élevé dans les enregistrements. Il faut que le chant liturgique soit capable d'attirer les jeunes avec sa qualité. C'est la raison pour laquelle est nécessaire l'enseignement du chant grégorien.

#### Neil McEwan
Il obtint son doctorat en 2003, à la suite de ses études sémiologiques du chant grégorien. Notamment, il est un spécialiste important des neumes anciens. Ce musicologue anglican et professeur à l'université de Sydney enseigne la musique ancienne auprès du conservatoire de cette université. En tant que maître de chœur de la cathédrale Saint-Laurence de Sydney, il promeut également le chant grégorien dans le domaine liturgique chez les Anglicans,.